# Эдем (трилогия)
«Эдем» (англ. Eden) — научно-фантастическая и альтернативно-историческая трилогия англо-американского фантаста Гарри Гаррисона, изданная в 1984—1988 годах, описывающая историю мира, в котором мезозойские рептилии не вымерли, а эволюционировали в разумных существ — иилане́, создавших развитую биотехнологическую цивилизацию. Иилане́ сталкиваются с людьми, находящимися на стадии развития, примерно схожей с каменным веком. Главный герой по имени Керрик — сын вождя одного из человеческих племён, после истребления его племени иилане́ попадает к ним в плен, становится частью их общества и осваивает их сложный язык. Затем ему удаётся бежать и возглавить людей в борьбе с иилане́.

## Романы
- «Запад Эдема» (West of Eden) (1984[1])
- «Зима в Эдеме» (Winter in Eden) (1986)
- «Возвращение в Эдем» (Return to Eden) (1988)

К циклу примыкает рассказ «Заря бесконечной ночи» (Dawn of the Endless Night) (1992), в котором описано вымирание динозавров и разумных иилане́ в нашем мире 65 млн лет назад.

## История создания
Автор в процессе написания романов обращался к работам экспертов по биологии, лингвистике и философии. Некоторые научные уточнения также составляют приложения к циклу. Гаррисон выражал благодарность в помощи специалистам (публикуется в конце романов) — Джеку Коэну (описавшему биологию иилане́), Т. А. Шиппи (разработавшему языки иилане́, саску, парамутанов и марбак), Роберту Е. Майерсу (при активном сотрудничестве с которым разработана философия Дочерей Жизни), а также Джону Пирсу и Леону Стоверу.

## Перевод на русский
Все три романа на русский язык перевёл Ю. Р. Соколов. В переводе двух первых участвовали также другие переводчики. Переводы впервые были опубликованы в 1993 году издательством «Полярис» (Рига).

## Описание мира
Произведения написаны в жанрах научной фантастики и альтернативной истории. Мел-палеогенового вымирания, в результате которого в нашей реальности около 65,5 миллионов лет назад исчезли динозавры, птерозавры, многие морские рептилии, аммониты, белемниты и другие представители фауны и флоры, не произошло. Рептилии не уступили своего места млекопитающим, а продолжают господствовать на планете. От морских рептилий мозазавров произошли разумные существа, называющие себя иилане́ (Yilanè).
Эти разумные рептилии освоили большую часть суши, покрыв её своими городами и пастбищами для скота. Только северная часть Северной Америки оказалась слишком прохладной для рептилий, поэтому там существуют и развиваются млекопитающие (никаких реальных географических названий в книгах не приводится, но на местоположение того или иного объекта указывается). Там же появились и люди. В южной части Северной Америки, как и в других регионах, господствуют рептилии.
Иилане́ холоднокровны (температура их тела такая же, как температура окружающей среды) и представляют собой полуводную форму жизни. Социальный строй иилане́ в значительно большей степени связан с их биологией, чем человеческий. Детёнышей вынашивают самцы в специальной брюшной сумке. По истечении определённого срока самцы рожают их в воды океана, где они проводят своё детство. Молодняк сбивается в стаи (эфенбуру) для совместной охоты. Установившаяся в этот период жизни социальная связь между женскими особями стаи сохраняется и в дальнейшем. Взрослея, рептилии выходят на сушу, где вливаются в общество иилане́. Взрослые иилане́ ростом несколько ниже человека. Они прямоходящие, имеют круглые глаза, по два хватательных пальца на каждой руке, гребень на спине и хвост, на котором могут сидеть. Поскольку иилане́ не заботятся о детёнышах, у них нет семейных отношений. Относительным аналогом этих отношений являются только отношения между членами одного эфенбуру (эфенселе). Общество представляет собой абсолютный матриархат. Взрослые самцы неполноправны и лишены самостоятельности. Они содержатся в специальном помещении (ханане) и служат только для размножения. Из ханане они могут выходить только на родильные пляжи. Самцы живут в праздности, некоторые из них занимаются декоративным ремеслом и даже поэзией. В большинстве случаев самцы могут спариваться и вынашивать потомство дважды. Третье спаривание по физиологическим причинам чаще всего заканчивается смертью.
Все прочие задачи выполняют самки. Самки значительно различаются по умственным способностям. После выхода из море они называются фарги (fargi). Они выполняют простую работу, в основном физическую. Часть из них, обладающая более высоким умственным потенциалом и способностями к обучению становятся иилане́ (в узком значении слова). Но большинство остаются фарги: они лишены высокого умственного потенциала и могут только повиноваться, хотя часть из них и способна обучаться каким-либо простым умениям. Иилане́ (в узком значении слова) меньшинство, они выполняют более сложную работу, вплоть до научных исследований и управления социумом. Язык иилане́ очень сложен, помимо звуковой речи он включает сложные движения и изменения окраски кожи разных частей тела. Фарги не могут освоить его в полном объёме. Степень владения языком является показателем умственных способностей и определяет положение в социальной иерархии. Мысли и эмоции иилане́ сразу же отражаются на их теле, поэтому они не могут лгать. Только высшие иилане́, обладающие наибольшей силой воли, могут, если это для них необходимо, сдерживать телодвижения и скрывать, таким образом, свои мысли и эмоции. Отдельный социум-поселение в произведениях называется город. Каждый город возглавляет руководитель — эйстаа (Eistaa). Отдельными сферами жизни общества руководят высшие иилане́, которые образуют совет, подчиняющийся эйстаа. Продвижение по социальной лестнице определяется в основном приложенными усилиями и изначальным умственным потенциалом. То есть иилане́ становится выше по рангу соразмерно вкладу, который она внесла в жизнь города. Если иилане́ совершила какой-то очень значительный проступок, эйстаа формально изгоняет её из города, фактически убивая: в теле отверженной происходят какие-то быстрые физиологические процессы, приводящие к смерти.
Однако среди иилане́ возникает своего рода секта философов — Дочери Жизни, основанная иилане́ по имени Угуненапса (Ugunenapsa). Они проповедуют ценность любой жизни, особенно разумной, равенство среди иилане́ и ненасильственный образ жизни. Когда эйстаа изгнала Угуненапсу, та не умерла, поэтому движение и получило такое название. Дочери Жизни не подчиняются эйстаа и не умирают, будучи изгнанными ею. Число их растёт, их считают отверженными, они выпадают из иерархи города. Но никаких мер наказания, кроме понижения в ранге и изгнания (в результате которого должна произойти смерть), у иилане́ нет, поэтому власти не знают, что с ними делать.
Цивилизация иилане́ развивалась не несколько тысяч лет, как человеческая, а много миллионов лет и стоит на высоком уровне. Но она является не механически-технологической, как человеческая, а биотехнологической. Иилане́ не используют огонь, известный только учёным как лабораторный феномен, но умеют модифицировать геном биологических организмов и создавать новые биологические формы. Вся материальная культура иилане́ представляет собой генно-модифицированные формы жизни. Иилане́ живут в городах, состоящих из различных растений, рост которых направляется так, что они создают помещения любого размера. Они едят мясо разводимых ими животных, а также ловят рыбу и другие морепродукты. Для согрева они используют живые плащи. Перемещаются на дальние расстояния они на сухопутных животных, на полуразумных живых «лодках» или в трансконтинентальных живых транспортниках — урукето (uruketo), генетически модифицированных ихтиозаврах. Иилане́ используют живых существ, служащих им в качестве оружия против хищников (и впоследствии людей), микроскопов и других лабораторных инструментов, средств фотографирования и видеозаписи.
На этом фоне особенно примитивно выглядят люди — тану (Tanu), так называется одна из групп племён, но это название используется и для обозначения людей в целом. В альтернативной реальности произведений люди появились не в Африке, а в Северной Америке. Большинство из них биологически не отличается от реального человека разумного. Они живут на стадии каменного века. Тану (в узком значении) — светлокожие с относительно светлыми волосами. Они живут в северо-восточной части Северной Америки небольшими племенами, называемыми саммады (sammads). Они приручили мастодонтов и используют их в качестве вьючных животных во время кочевья. Тану кочуют вслед за стадами оленей и других животных, на которых они охотятся. Тану верят в бога Эрманпадара, творца мира. Звёзды на небе, по их представлениям, это души (тхармы) достойных охотников. На юго-западе континента проживают темнокожие люди, одно из племён которых, саску (Sasku), освоило земледелие и ткачество и продвинулось в сфере изучения движения небесных светил. На севере континента живут парамутаны (Paramutan). Биологически они несколько отличаются от других людей, их тело целиком, включая лицо, покрыто шерстью, они имеют хвост. Интеллектуально и эмоционально они не уступают другим людям. По образу жизни и языку парамутаны напоминают инуитов. Передвигаются они на больших лодках.
Климат на планете холодает, что, возможно, соответствует началу Плейстоценового ледникового периода. Северная Америка на языке иилане́ называется Гендаши. Она была известна разумным рептилиям, но долгое время оставалась ими не освоена. Не переносящие холод, они начинают освоение юго-востока Северной Америки — побережья Флориды, отличающегося сравнительно мягким климатом. Тану в поисках пищи приходится воевать друг с другом или уходить на юг, где живут мургу (murgu, рептилии). Там они и сталкиваются с разумными мургу — иилане́, что приводит к конфликту двух разумных видов. Об этих контакте и конфликте и повествует трилогия.